# شهرستان گدانسک
شهرستان گدانسک (به لاتین: Gdańsk County) یک شهرستان در لهستان است که در استان پومرانی واقع شده‌است.

## خصوصیات
شهرستان گدانسک ۷۹۳٫۱۷ کیلومترمربع مساحت و ۸۵٬۵۶۶ نفر جمعیت دارد.